# TV4 Hockey

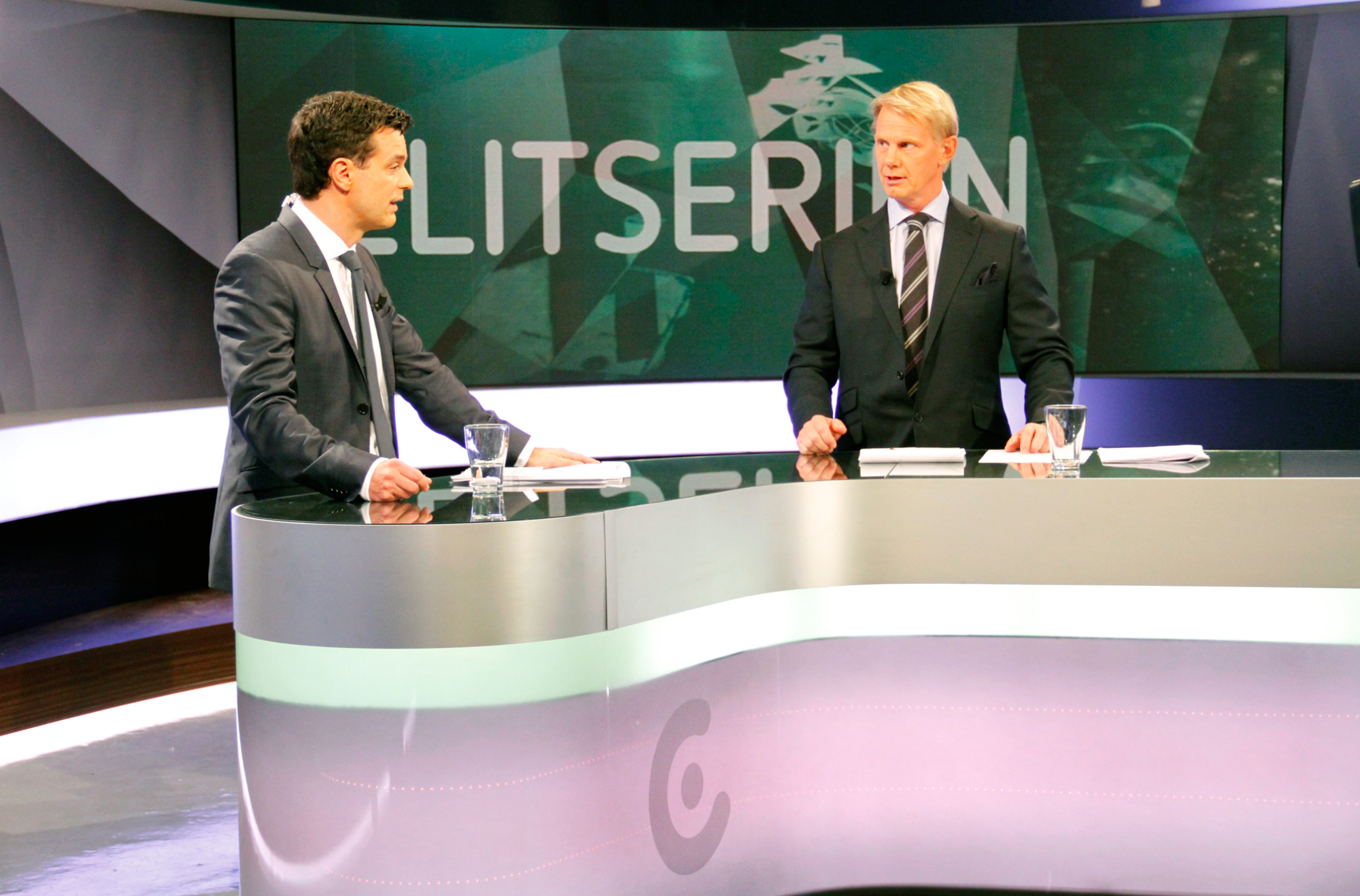
Programledaren Tommy Åström och experten Niklas Wikegård i studion under en sändning av SHL

TV4 Hockey, är en skandinavisk ishockeykanal. Den drivs av C More Entertainment och är en av koncernens svenska sportkanaler.

## Bakgrund
C More Hockeys tablåer fokuserar på SHL och Hockeyallsvenskan. C More direktsänder samtliga matcher från SHL samt en match per omgång från Hockeyallsvenskan. För att kunna direktsända alla matcher från SHL används även C More Sport samt C More live-kanaler. De matcher i Hockeyallsvenskan som inte visas i tv, kommer att vara tillgängliga via streaming. Från SM-slutspelet sänder C More åttondelsfinalerna (wild card match), tre kvartsfinaler och en semifinal. I Hockeyallsvenska sänder kanalen samtliga matcher från grundserien. Kvalmatcher efter serien samsänds med TV12, det vill säga Slutspelsserien, Playoff, Hockeyallsvenska finalen och Direktkval till SHL.

## Konkurrens
Den 6 maj 2015 meddelade Hockeyallsvenskan att ligan tecknat ett fyraårigt avtal med C More Entertainment, som innebär att C More från och med säsongen 2015/2016 tar över sändningsrättigheterna efter Viasat. Sändningsrättigheterna som övertogs från Viasat Hockey, hade sänt Hockeyallsvenskan sedan 2010/2011. Den 2 maj 2019 blev det officiellt att Hockeyallsvenskan och CMore förlängt det gemensamma tv-avtalet. Det nya avtalet sträcker sig över säsongen 2025/2026. Med det nya avtalet fördubblas det ligabidrag som Hockeyallsvenskan delar ut till de 14 allsvenska klubbarna, vilket i det gamla avtalet låg på cirka cirka 2,5–3 miljoner kronor per klubb.

## Profiler genom åren
- Björn Oldeen, kommentator och programledare
- Lasse Granqvist, kommentator och programledare
- Lovisa Giertta, kommentator
- Åke Unger, kommentator
- Tommy Åström, kommentator och programledare (slutade efter säsongen 2017/2018)
- Arto Blomsten, expertkommentator
- Petter Rönnqvist, expertkommentator
- Sanny Lindström, expertkommentator
- Thomas Johansson, expertkommentator
- Niklas Wikegård, expertkommentator
- Harald Lückner, expertkommentator
- Michael Helber, expertkommentator
- Ida Björnstad, programledare säsongen 2016/2017–2017/2018
- Frida Nordstrand, programledare säsongen 2018/2019